# 薩馬里 (科韋利區)
51°51′55″N 24°37′1″E / 51.86528°N 24.61694°E
薩馬里（烏克蘭語：Самари），是位於烏克蘭西北部的村莊，由沃倫州科韋利區的薩馬里市鎮負責管轄，面積2.01平方公里，海拔高度150米，2001年人口1,215，人口密度每平方公里604.18人。